# Condado de Clinton (Kentucky)
El condado de Clinton (en inglés: Clinton County) es un condado en el estado estadounidense de Kentucky. En el censo de 2000 el condado tenía una población de 9.634 habitantes. La sede de condado es Albany. El condado fue fundado en 1836 y fue nombrado en honor a DeWitt Clinton, el sexto Gobernador de Nueva York.

## Geografía

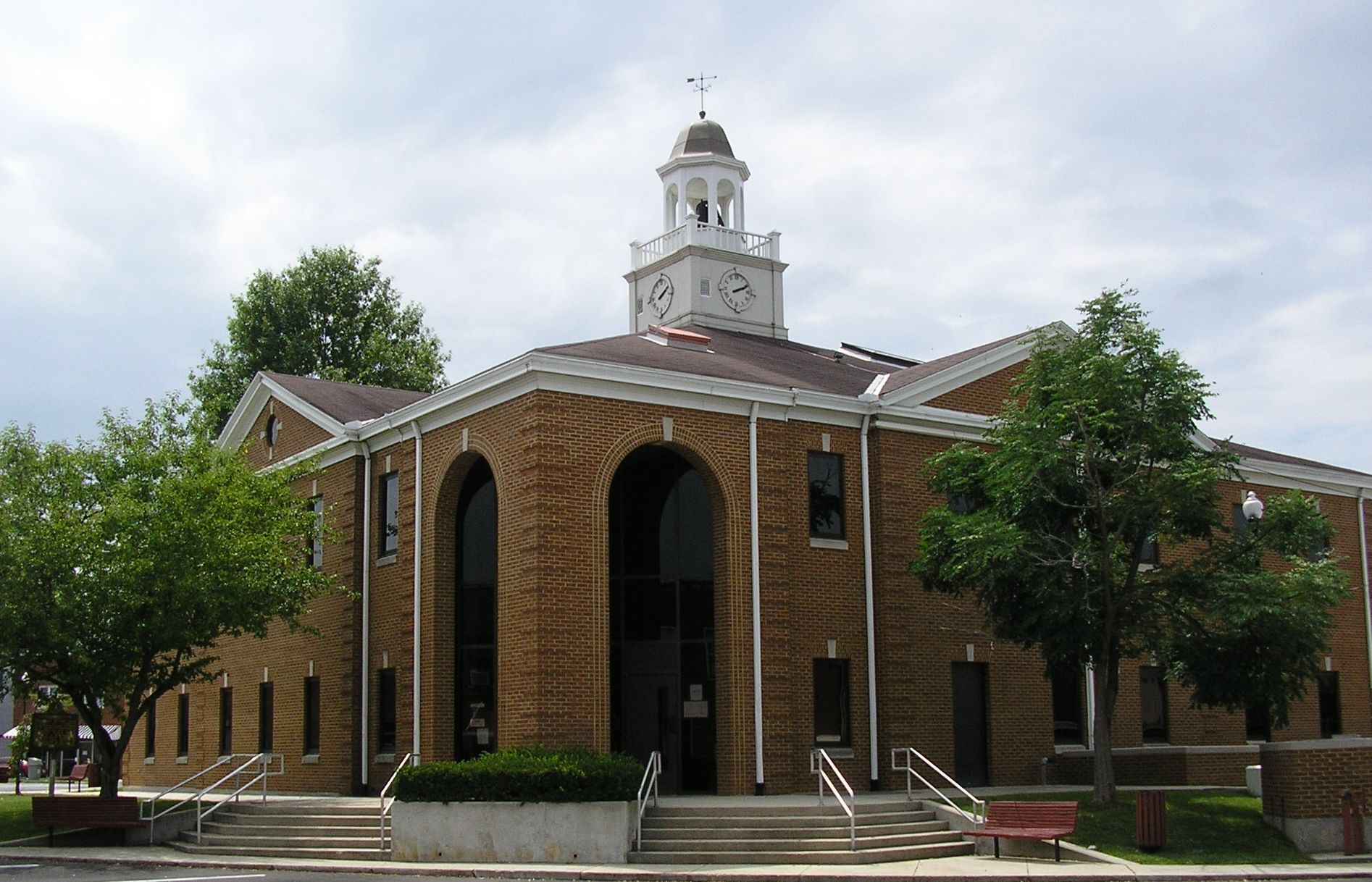
Juzgado del condado de Clinton en Albany.

Según la Oficina del Censo, el condado tiene un área total de 534 km² (206 sq mi), de la cual 510 km² (197 sq mi) es tierra y 24 km² (9 sq mi) (3,94%) es agua.

### Condados adyacentes
- Condado de Russell (norte)
- Condado de Wayne (este)
- Condado de Pickett, Tennessee (sureste)
- Condado de Clay, Tennessee (suroeste)
- Condado de Cumberland (oeste)

## Demografía
En el  censo de 2000, hubo 9.634 personas, 4.086 hogares y 2.811 familias residiendo en el condado. La densidad poblacional era de 49 personas por milla cuadrada (19/km²). En el 2000 había 4.888 unidades unifamiliares en una densidad de 25 por milla cuadrada (10/km²). La demografía del condado era de 99,09% blancos, 0,10% afroamericanos, 0,25% amerindios, 0,04% asiáticos, 0,11% isleños del Pacífico, 0,08% de otras razas y 0,32% de dos o más razas. 1,22% de la población era de origen hispano o latino de cualquier raza. 
La renta promedio para un hogar del condado era de $19.563 y el ingreso promedio para una familia era de $25.919. En 2000 los hombres tenían un ingreso medio de $21.193 versus $16.194 para las mujeres. La renta per cápita para el condado era de $13.286 y el 25,80% de la población estaba bajo el umbral de pobreza nacional.

## Ciudades y pueblos
- Albany
- Alpha
- Seventy Six